# سرنوشت بشر
سرنوشت بشر (ترجمهٔ تحت الفظی عنوان رمان: شرط بشری) (به فرانسوی: La condition humaine)؛ رمانی نوشته آندره مالرو است که در سال ۱۹۳۳ از سوی انتشارات گالیمار فرانسه به چاپ رسید و برندهٔ جایزه گنکور شد.

## چکیده داستان
موضوع رمان سرنوشت بشر دربارهٔ گروهی از میهن پرستان و کمونیستهای چین است که در ۲۱ مارس ۱۹۲۷ برای سرنگونی شانگهای دست به شورش و عملیات انتحاری می‌زنند.
چن یک قاچاقچی را با چاقو می‌زند تا کیو و کاتو بتوانند به شورشیان جنگ‌افزار برسانند. فردای همان روز شورش براه انداخته و با پشتیبانی مردم پیروز می‌شود. از سوی دیگر، سرمایه‌داری به نام فرال بازرگانان را به پشتیبانی از ارتشبد چیانگ کای‌شک در یورش و گرفتن شهر برمی‌انگیزد.
در پایان داستان، کیو و کاتو و برخی از همرزمانش به زندان می‌افتند.
این رمان در ۱۳۵۸ توسط سیروس ذکاء با عنوان وضع بشر به فارسی برگردانده شد اما در چاپهای بعدی این عنوان به سرنوشت بشر تغییر کرد.